# هرم مقلوب (عمارة)
في الهندسة المعمارية، الهرم المقلوب هو أحد الأشكال الهندسية للبنيان الذي يتخذ شكل الهرم المقلوب. ويكون بصغر مساحة القاعدة السُفلى ثم يتسع تدريجياً بارتفاع البنيان، من أشهر المباني التي اتخذت شكل الهرم المقلوب في العالم، معرض طوكيو بيغ سايت في مدينة أودايبا اليابانية، ومتحف هانوي في فيتنام.

## معرض الصور

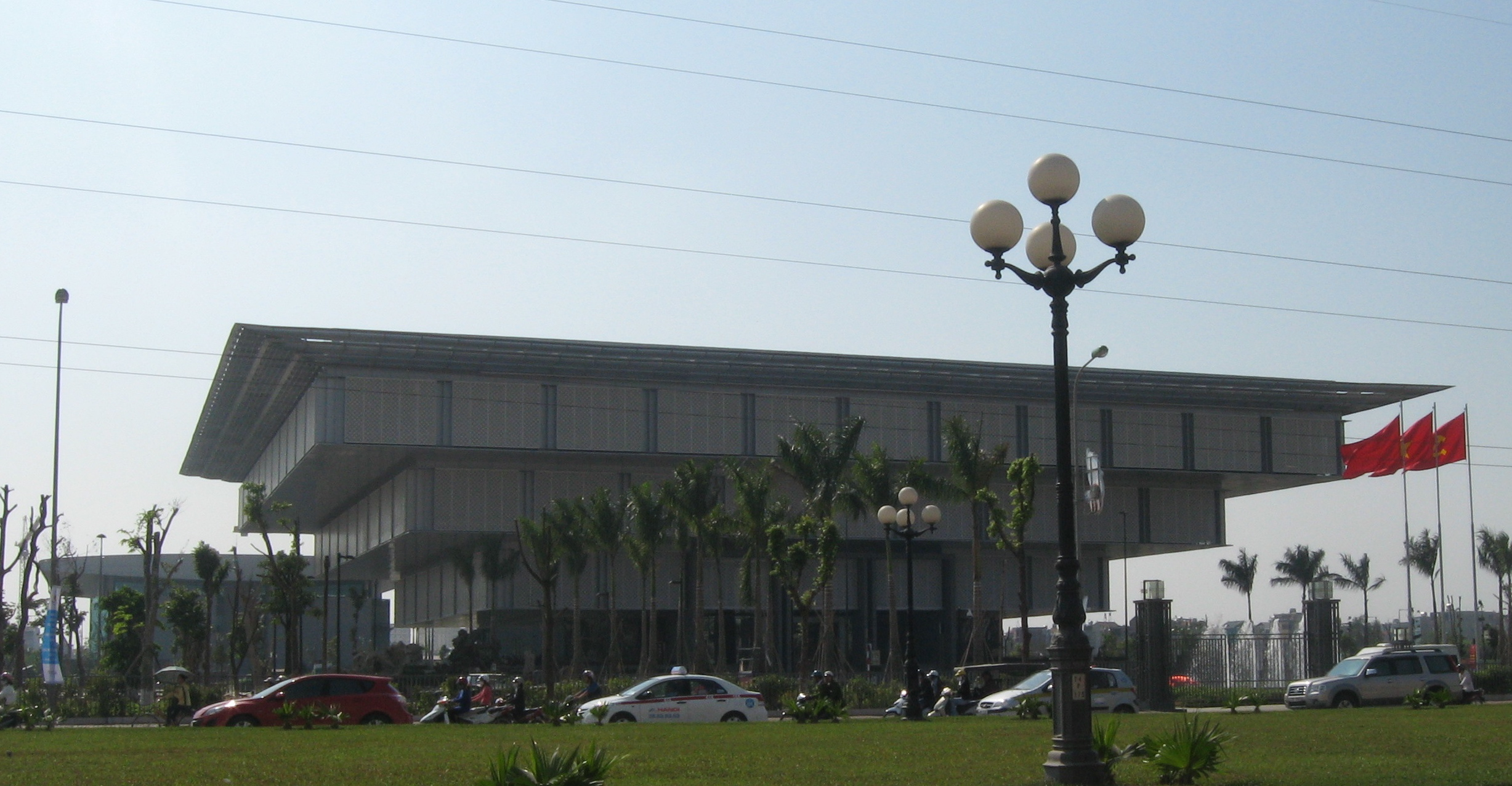
متحف هانوي
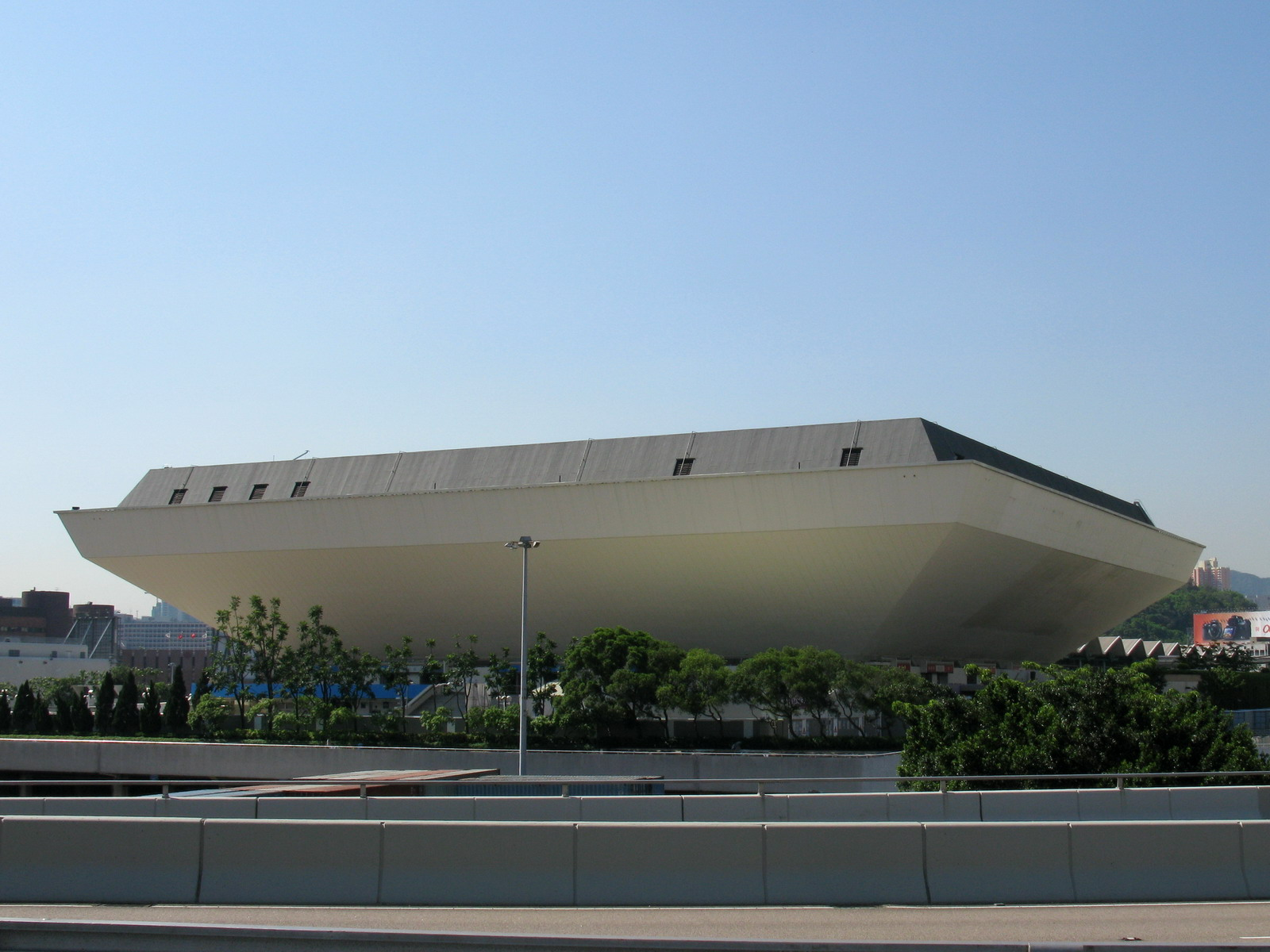
مدرج هونج كونغ
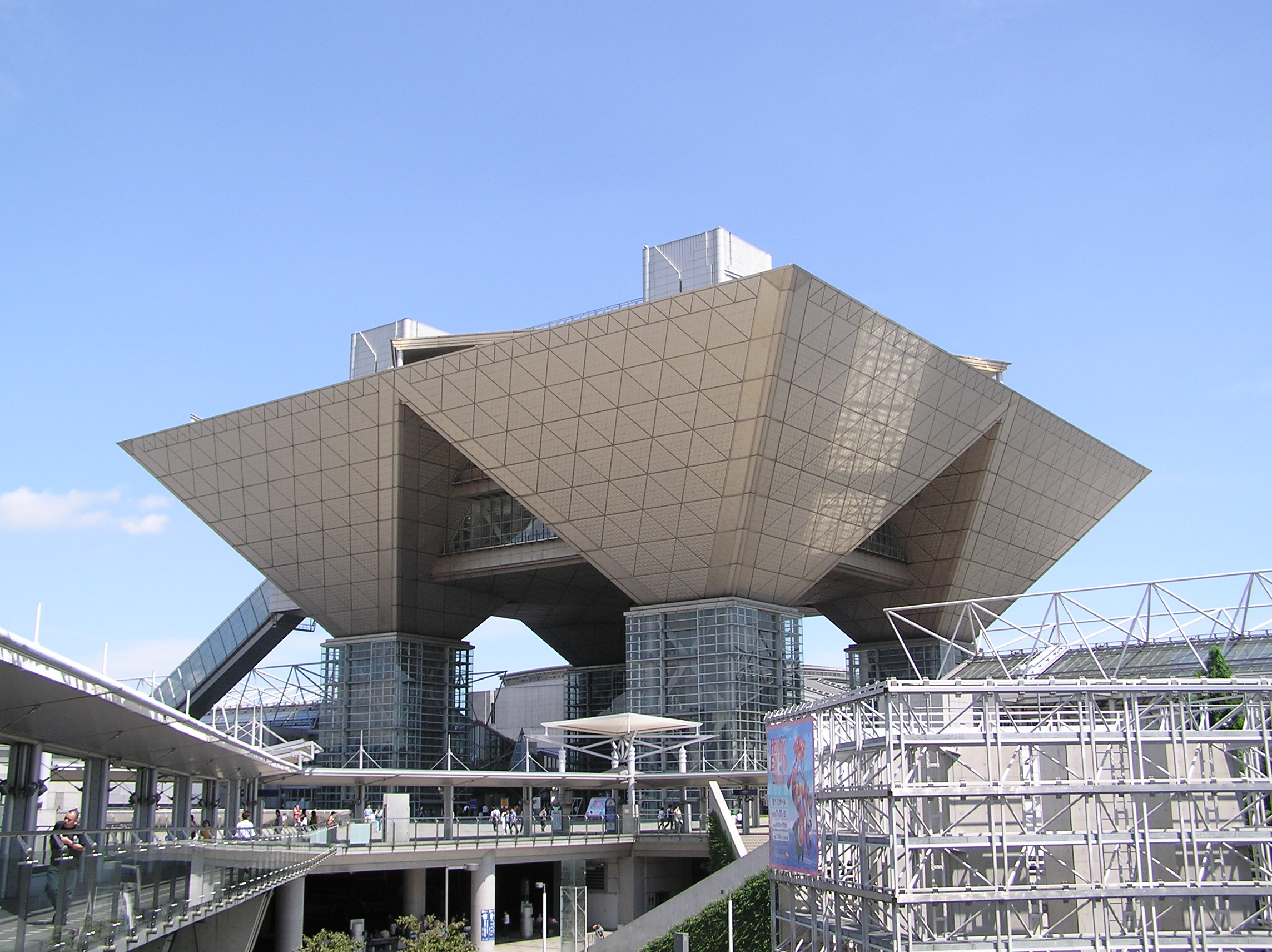
طوكيو بيغ سايت
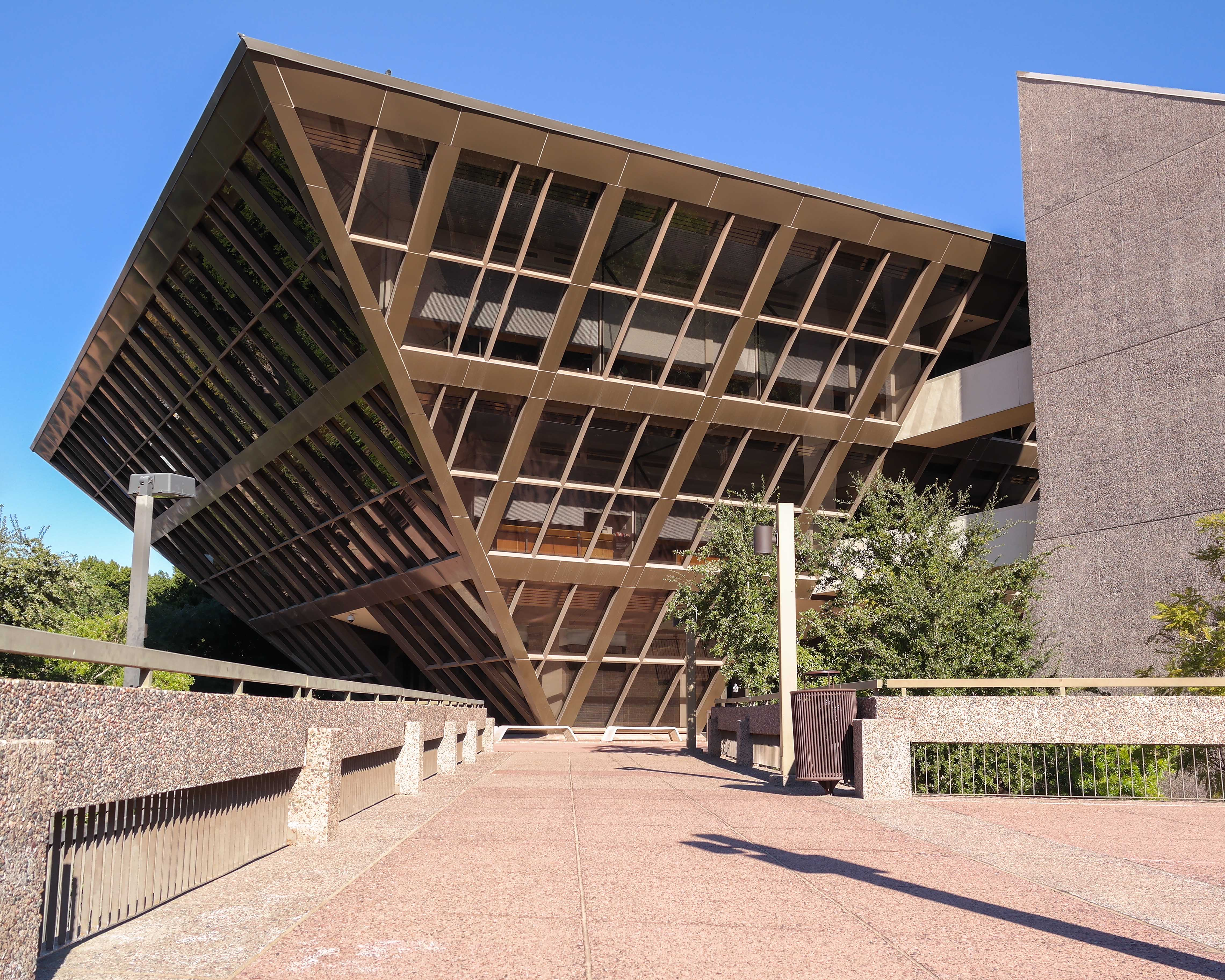
مبنى بلدية تيمبي
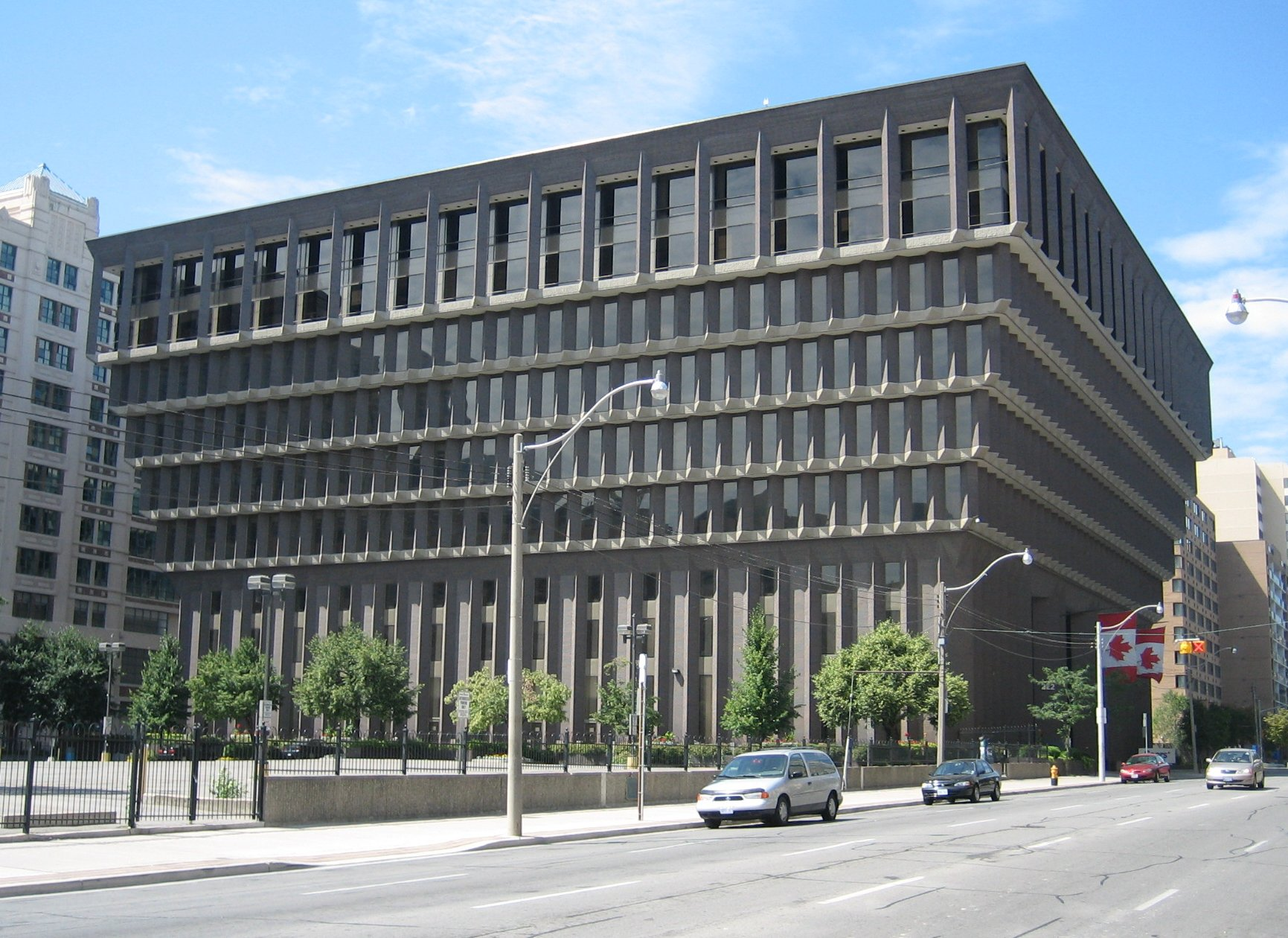
مبنى في شارع جارفس، تورنتو